# Kendrick Lamar
Kendrick Lamar Duckworth (n. 17 iunie 1987, Compton, California, SUA), cunoscut ca Kendrick Lamar, este un rapper din Compton, California. Lamar și-a început cariera în adolescență, sub pseudonimul K-Dot, lansând un mixtape care a captat atenția locală și a dus la semnarea cu casa independentă de discuri Top Dawg Entertainment (TDE). A devenit cunoscut unui public mai larg în 2010, după apariția mixtape-ului Overly Dedicated. În anul următor, Lamar a lansat primul său abum de studio, Section.80, care a inclus single-ul său de debut, „HiiiPoWeR”. Popularitatea lui pe internet devenise din ce în ce mai mare, și a dus la colaborarea cu artiști importanți ai scenei hip hop, precum The Game, Snoop Dogg, Busta Rhymes și Lil Wayne.
Versurile lui Lamar au atras atenția faimosului producător Dr. Dre, care, în anul 2012, l-a ajutat să obțină un contract cu casa de discuri Aftermath, respectiv Interscope Records. Discul de debut, intitulat good kid, m.A.A.d city, a fost lansat în același an, primind recenzii foarte bune. Albumul a fost acompaniat de single-urile „Swimming Pools (Drank)”, „Bitch, Don't Kill My Vibe” și „Poetic Justice”. A debutat pe numărul doi în Billboard 200, și ulterior a primit discul de platină. Precedat de single-ul premiat cu Grammy, „i”, Lamar și-a lansat în 2015 cel de-al treilea album, To Pimp a Butterfly, care a intrat în topurile din mai multe țări. Albumul a fost influențat de genurile free jazz, soul și funk, și a debutat în vârful clasamentelor din Statele Unite și Marea Britanie. În 2016, Lamar a lansat untitled, unmastered., o colecție de înregistrări demonstrative nelansate ce își au originea în sesiunile de înregistrare ale lui Butterfly.
Lamar a primit numeroase distincții pe parcursul carierei sale, printre care și șapte Premii Grammy. În 2013, MTV l-a numit cel mai bun MC în lista anuală, iar în 2016 revista Time l-a inclus în lista celor mai influenți 100 de oameni din lume. Pe lângă cariera solo, Lamar este cunoscut și ca membru al supergrupului hip hop Black Hippy, alături de ceilalți artiști ai TDE: Ab-Soul, Jay Rock și Schoolboy Q.

## Biografie

### 1987–2009: Tinerețea și începuturile carierei
Kendrick Lamar Duckworth s-a născut în data de 17 iunie 1987 în Compton, California. Părinții săi sunt din Chicago, Illinois. Prenumele i-a fost dat de către mama sa, în onoarea cântărețului Eddie Kendricks. În anul 1995, la vârsta de opt ani, Lamar și-a văzut idolii, Tupac Shakur și Dr. Dre, la filmările videoclipului pentru single-ul de succes „California Love”, o întâmplare ce va deveni foarte semnificativă pentru el. În adolescență, Lamar a urmat liceul Centennial din Compton, unde a avut rezultate foarte bune.
În 2004, la vârsta de 16 ani, Lamar a lansat primul proiect propriu-zis, un mixtape intitulat Youngest Head Nigga in Charge (Hub City Threat: Minor of the Year), sub pseudonimul K-Dot. Mixtape-ul a fost lansat sub egida Konkrete Jungle Muzik și i-a adus lui Lamar popularitate pe plan local. Apariția și succesul proiectului a dus la semnarea unui contract cu Top Dawg Entertainment (TDE), o casă de discuri independentă nou fondată, din Carson, California. A început să înregistreze material nou cu casa de discuri, urmând ca doi ani mai târziu să lanseze un mixtape cu 26 de piese, intitulat Training Day. De-a lungul anilor 2006 și 2007, Lamar a colaborat cu alți rapperi în căutarea succesului, precum Jay Rock și Ya Boy și a cântăt în deschiderile concertelor veteranului hip hop The Game. Sub pseudonimul K-Dot, Lamar a apărut în piesele lui The Game, precum „The Cypha” și „Cali Niggaz”.
În 2008, Lamar a apărut extensiv în videoclipul single-ului de debut comercial al rapperului Jay Rock, „All My Life (In the Ghetto)”, care-l include și pe Lil Wayne, superstar american al genului hip hop. Videoclipul a fost susținut de Warner Bros. Records.
În urma susținerii sale de către Lil Wayne, Lamar și-a lansat cel de-al treilea mixtape în 2009, intitulat C4, având o tematică asemănătoare LP-ului Tha Carter III al lui Lil Wayne. La scurt timp după, Lamar a decis să renunțe la numele de scenă K-Dot, și să-și folosească numele primit la naștere. În același an a pus bazele supergrupului hip hop Black Hippy, alături de colegii de la TDE: Jay Rock, Ab-Soul și Schoolboy Q.

### 2010–11:Overly DedicatedșiSection.80

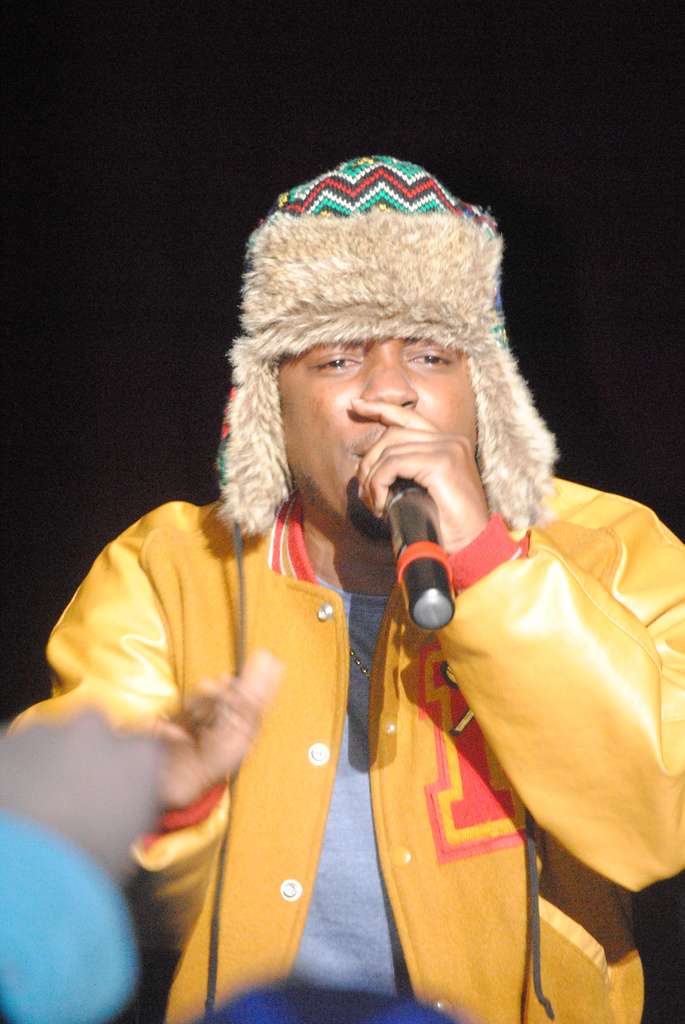
Kendrick Lamar interpretând la Michigan State University în 2011

De-a lungul lui 2010, Lamar a fost în turneu cu Tech N9ne și Jay Rock, în turul The Independent Grind. La 14 septembrie 2010 a lansat videoclipul piesei „P&P 1.5” de pe Overly Dedicated, alături de colegul din Black Hippy, Ab-Soul. La aceeași dată, Lamar a lansat mixtape-ul Overly Dedicated prin intermediul platformelor de distribuție digitale, sub egida Top Dawg Entertainment, urmând ca pe 23 septembrie să-l ofere gratuit pe internet. Proiectul a reușit să-și facă loc în Billboard-ul american, ocupând locul 72 în topul albumelor R&B/Hip-Hop.
Piesa „Ignorance Is Bliss” de pe mixtape a atras atenția producătorului hip hop Dr. Dre, care a vrut să colaboreze cu Lamar după ce a văzut videoclipul pe YouTube. Au urmat sesiuni de înregistrare alături de Snoop Dogg și Dr. Dre pentru mult-amânatul album Detox, și, speculări în privința semnării unui contract cu casa de discuri Aftermath Entertainment.
În ianuarie 2011, Lamar a afirmat că următorul său proiect este terminat în proporție de 90%. În prima parte a lui 2011, Lamar a fost inclus Top 10 Freshman Class al revistei XXL, și a apărut pe copertă alături de alți rapperi noi precum Cyhi the Prynce, Meek Mill, Mac Miller, Yelawolf sau Big K.R.I.T. Pe 11 aprilie 2011, Lamar a anunțat că următorul său proiect se va numi Section.80, urmând să lanseze single-ul „HiiiPoWeR” în ziua următoare. Piesa a fost produsă de rapperul american J. Cole, marcând prima din multele colaborări ale celor doi artiști.
Pe tema faptului dacă următorul său proiect va fi un album sau un mixtape, Lamar a răspuns: „Tratez fiecare proiect ca și cum ar fi un album. Nu va rămâne nimic pe dinafară. Nu fac niciodată astfel de lucruri. Acestea sunt piesele rămase pe dinafară pe care le puteți avea toți. O să dau tot ce pot. Mă gândesc la un album pentru 2012.” În iunie 2011, Lamar a lansat „Ronald Reagan Era (His Evils)”, o piesă de pe Section.80, o colaborare cu RZA, liderul Wu-Tang Clan. Pe 2 iulie 2011, Lamar a lansat Section.80, primul său album independent, către succes din punct de vedere critic. Printre artiștii cu care a colaborat la înregistrarea albumului se numără GLC, Colin Munroe, Schoolboy Q, și Ab-Soul, iar producția a fost condusă de Digi+Phonics, echipa in-house de producători a casei de discuri Top Dawg. Section.80 a vândut 5.300 exemplare digitale în prima săptămână, fără să fie mediatizat la radio sau televizor, și a primit recenzii predominant pozitive.

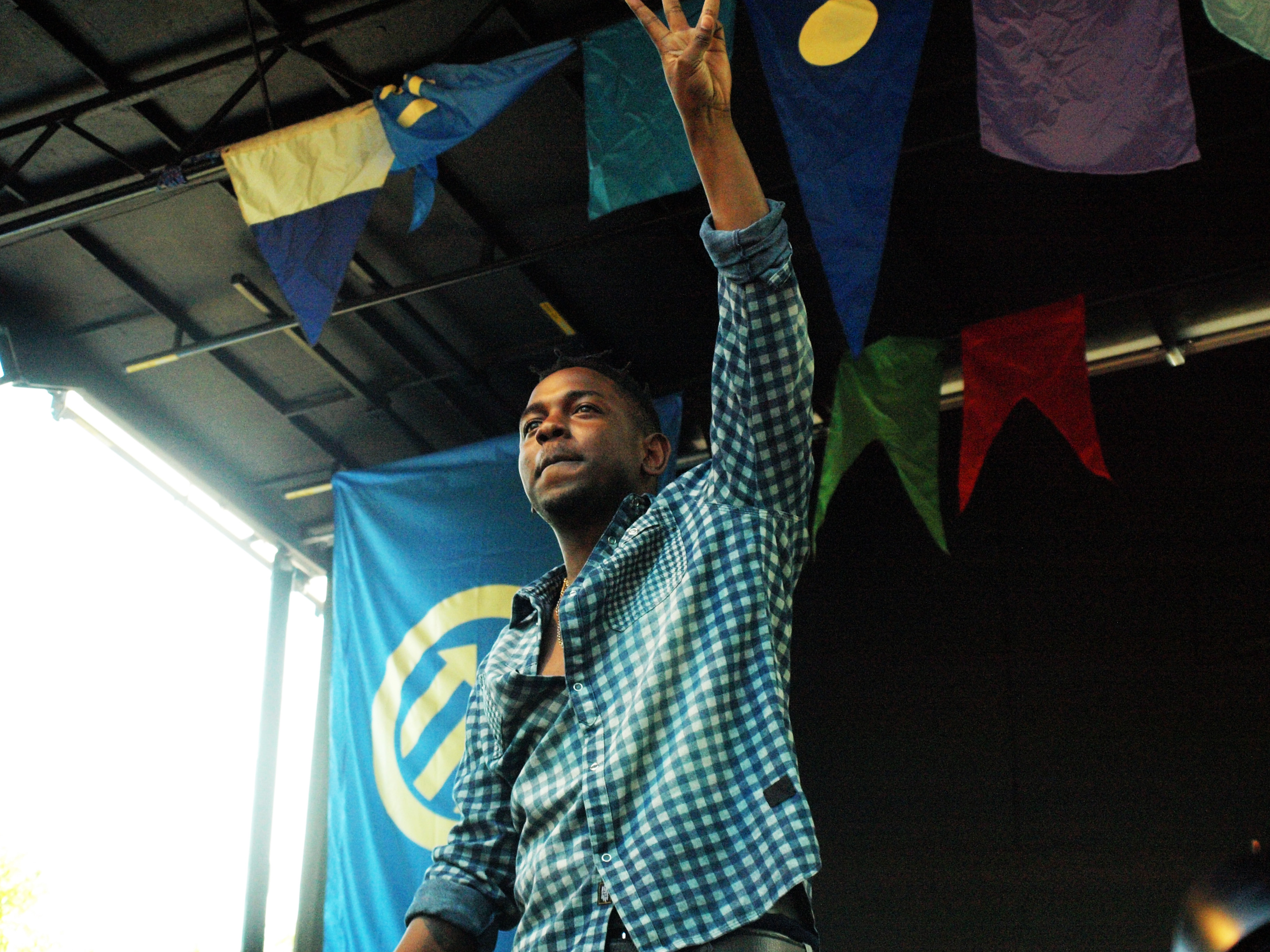
Lamar pe scena festivalului Pitchfork în 2012

În august 2011, la un concert în West Los Angeles, Lamar a fost supranumit „Noul Rege al Coastei de Vest” de către Snoop Dogg, Dr. Dre și Game. Pe 24 august 2011, Lamar a lansat videoclipul la „A.D.H.D”, o piesă populară de pe Section.80. Videoclipul a fost regizat de Vashtie Kola, care a avut de spus următoarele: „Inspirați de instrumentalul întunecat al „A.D.H.D” și versurile melancolice care urmăresc o generație în conflict, îl găsim pe Kendrick Lamar într-un videoclip care ilustrează tema universală a tineretului apatic. Filmat în New York City în timpul căldurii din iulie, „A.D.H.D” este al treilea videoclip de pe albumul Section.80.” În octombrie 2011, Lamar a apărut într-un cypher organizat la BET Hip Hop Awards, alături de rapperii B.o.B, Tech N9ne, MGK și Big K.R.I.T. În același an, Lamar a apărut pe câteva albume cunoscute, printre care The R.E.D. Album al lui Game, All 6's and 7's de Tech N9ne, The Wonder Years al producătorului 9th Wonder, și a avut o piesă solo pe Take Care, albumul premiat cu Grammy al artistului canadian Drake.

### 2012–13:good kid, m.A.A.d cityși controverse
Pe 15 februarie 2012, o piesă intitulată „Cartoon & Cereal” în colaborare cu rapperul american Gunplay a apărut pe internet. Lamar a dezvăluit că piesa făcea parte din debutul său major de studio și că avea planuri să filmeze un videoclip. În ciuda faptului că piesa s-a clasat pe locul al doilea în lista celor mai bune 50 de cântece ale anului 2012 a revistei Complex, aceasta nu a apărut pe albumul de debut al lui Lamar. În februarie 2012, revista Fader i-a selectat pe Kendrick Lamar și rapperul Danny Brown, pentru o apariție pe coperta ediției Spring Style a revistei. În aceeași lună, Lamar a plecat în turneul Club Paradise Tour al lui Drake, deschizând concertele alături de rapperii ASAP Rocky și 2 Chainz.

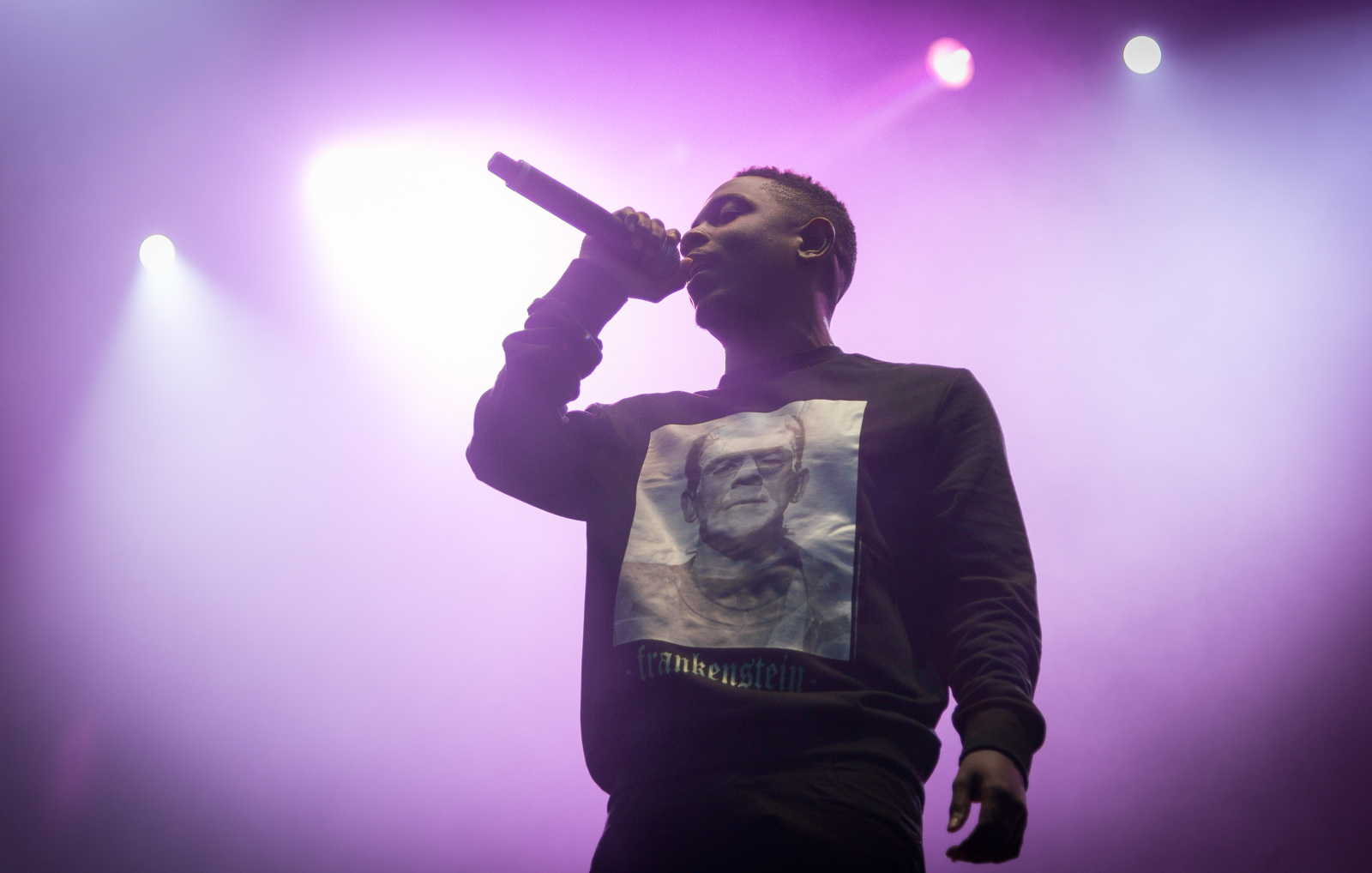
Kendrick Lamar la festivalul Øyafestivalen în 2013

În martie 2012, MTV a anunțat că Lamar a semnat contracte cu Interscope Records și Aftermath Entertainment, marcând finalul carierei sale ca artist independent. Sub noile înțelegeri, proiectele lui Lamar, inclusiv albumul good kid, m.A.A.d city vor fi lansate în comun de către Top Dawg, Aftermath și Interscope. Tot în martie, Lamar a apărut la talk show-ul Last Call with Carson Daly, unde a vorbit despre Dr. Dre și orașul său natal, Compton. Pe 2 aprilie 2012, Lamar a lansat în premieră primul single comercial, „The Recipe”, în cadrul emisiunii Big Boy's Neighborhood la postul de radio Power 106. Piesa a fost lansată pe platformele de distribuție digitală în ziua următoare. Aceasta a fost produsă de Scoop DeVille și conține strofe de la mentorul său, Dr. Dre, care a și mixat piesa.
Pe 14 mai 2012, J. Cole a vorbit despre colaborările sale cu Lamar. Într-un interviu, acesta a spus: „Am început să lucrez cu Kendrick alaltăieri. Avem probabil patru sau cinci [piese] împreună.” La 21 mai, Lamar a debutat în cadrul 106 & Park interpretând piesa „B Boyz” alături de Ace Hood, Birdman și Mack Maine. O săptămână mai târziu, Lamar a lansat „War Is My Love”, o piesă originală pentru jocul video Tom Clancy's Ghost Recon: Future Soldier, în cadrul căruia a apărut într-un clip promoțional.
Pe 31 iulie 2012, Top Dawg, Aftermath și Interscope au numit „Swimming Pools (Drank)” drept single-ul principal al albumului de debut al lui Lamar. Videoclipul piesei, regizat de Jerome D, a fost lansat în premieră la 106 & Park în data de 3 august 2012. Piesa a ajuns pe locul 17 în Billboard Hot 100 în a treisprezecea săptămână de urcat în top. Pe 15 august 2012, cântăreața Lady Gaga a anunțat pe Twitter că a înregistrat împreună cu Lamar o piesă intitulată „PartyNauseous” pentru albumul său de debut. Cu toate acestea, Gaga a renunțat la colaborare în ultimul moment din cauza diferențelor artistice.

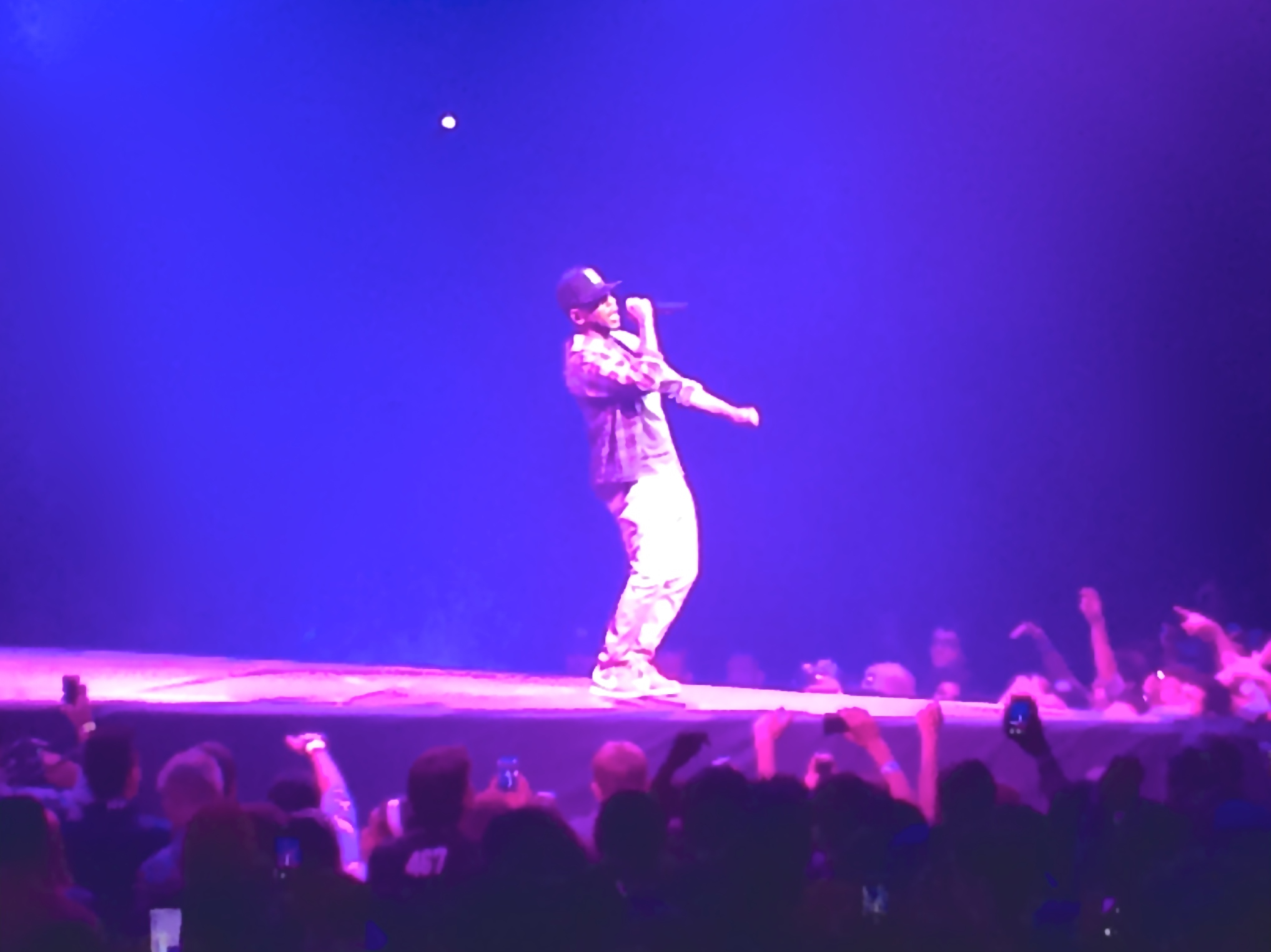
Lamar interpretând piesa „Money Trees” în turneul Yeezus

Debutul major de studio al lui Lamar, good kid, m.A.A.d city, a fost lansat pe 22 octombrie 2012. Albumul s-a bucurat de un succes critic major, și a debutat pe locul doi în Statele Unite, cu vânzări de 242.100 exemplare în prima săptămână. Mai târziu în acel an, Fuse TV a inclus piesa „Backseat Freestyle” în topul celor mai bune 40 de piese ale anului 2012. În câteva luni, albumul a primit discul de aur din partea Recording Industry Association of America (RIAA). HipHopDX l-a numit pe Lamar „MC-ul anului” în cadrul premiilor de sfârșit de an. În noiembrie, J. Cole a postat poze cu el și Lamar pe internet, cel din urmă confirmând faptul că încă lucrează la un proiect împreună, dar nu pot da o dată de lansare pentru acesta.
Pe 26 ianuarie 2013, Lamar a interpretat primele single-uri ale albumului, „Swimming Pools (Drank)” și „Poetic Justice”, în cadrul show-ului Saturday Night Live al NBC. Pe 22 februarie acesta a lansat videoclipul pentru „Poetic Justice”, în colaborare cu rapperul canadian Drake. Pe 26 februarie a interpretat piesa la Late Show with David Letterman. La doar nouă luni de la lansare, good kid, m.A.A.d city a primit discul de platină de la RIAA, prima certificare de acest gen pentru Lamar.

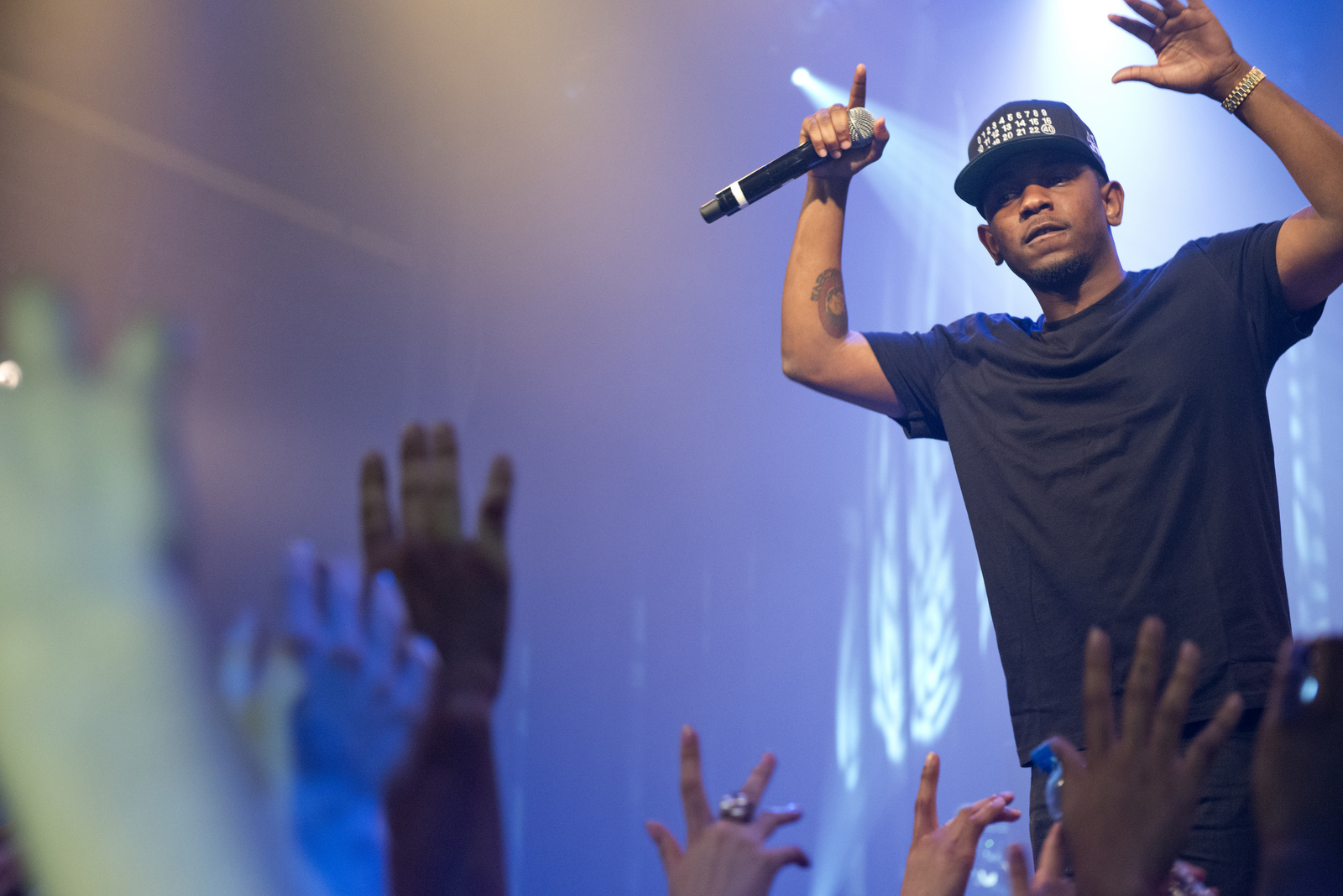
Lamar pe scenă în 2013

În august 2013, strofa lui Lamar de pe piesa lui Big Sean, „Control”, a făcut furori în industria hip hop. Lamar jura să-i „ucidă” prin versurile sale pe toți rapperii din generația lui, dând nume ca J. Cole, Big K.R.I.T., Wale, Pusha T, Meek Mill, ASAP Rocky, Drake, Big Sean, Jay Electronica, Tyler, The Creator și Mac Miller. În melodie, Lamar se autoproclamă „Regele New Yorkului”, fapt ce cauzează controverse printre câțiva rapperi din New York. Rapperi americani ca Meek Mill, Lupe Fiasco, Cassidy, Joe Budden, B.o.B, au dat un răspuns sau un diss track într-o săptămână. În zilele următoare de la lansarea piesei, contul de Twitter al lui Lamar a avut o creștere de urmăritori de 510%.
Pe 6 septembrie 2013, rapperul și producătorul american Kanye West a anunțat că va organiza primul său turneu în cinci ani pentru a-și promova cel de-al șaselea album, Yeezus (2013), fiind acompaniat de Kendrick Lamar. Turul Yeezus a început în octombrie. Tot în octombrie a fost dezvăluit faptul că Lamar va apărea pe al optulea album de studio al lui Eminem, The Marshall Mathers LP 2. Pe 15 octombrie 2013, Lamar a câștigat cinci premii în cadrul BET Hip Hop Awards, incluzând premiile Albumul anului și Textierul anului (pe care l-a câștigat și cu un an în urmă). La ceremonia de premiere, Lamar a interpretat „Money Trees” și a fost inclus într-un cypher alături de colegii săi de la Top Dawg: Jay Rock, Schoolboy Q, Isaiah Rashad și Ab-Soul. Într-un interviu cu XXL, din octombrie 2013, Lamar a spus că va începe să lucreze la următorul său album după finalizarea turneului Yeezus.
În noiembrie 2013, a fost numit „Rapperul anului” de către GQ, și a apărut pe coperta ediției „Men of the Year” a revistei. În cadrul interviului, acesta a menționat că va începe să înregistreze pentru al doilea album în ianuarie 2014.
Lamar a primit un total de șapte nominalizări la ediția cu numărul 56 a Premiilor Grammy (2014), printre care se numără și Cel mai bun artist nou, Cel mai bun album al anului și Cea mai bună piesă rap, dar nu a câștigat în nicio categorie. Multe publicații au spus că Academia l-a ignorat pe Lamar, inclusiv rapperul Macklemore, care a câștigat „Cel mai bun album rap”, categorie în care a fost nominalizat și Lamar. La ceremonie, Lamar a interpretat „M.A.A.D City” și un remix al piesei „Radioactive”, împreună cu trupa americană de rock Imagine Dragons. Remixul a fost interpretat din nou pe 1 februarie 2014 în cadrul emisiunii Saturday Night Live, marcând a doua apariție la show pentru Lamar.

### 2014–prezent:To Pimp a Butterflyșiuntitled unmastered.
Într-un interviu cu publicația Billboard din februarie 2014, Lamar a declarat că plănuiește să lanseze un album nou în septembrie. În cadrul aceluiași interviu, care i-a inclus și pe Schoolboy Q, Anthony „Top Dawg” Tiffith și Dave Free, a fost anunțată posibilitatea unei lansări în 2014 din partea colectivului Black Hippy. Pe 31 iulie 2014 a fost anunțat faptul că Lamar va lansa în premieră scurtmetrajul m.A.A.d la festivalul NEXT Fest al Sundance pe 9 august în Los Angeles. Filmul este inspirat de albumul good kid, m.A.A.d city, și a fost regizat de Kahlil Joseph, care a lucrat cu Lamar în Turneul Yeezus.

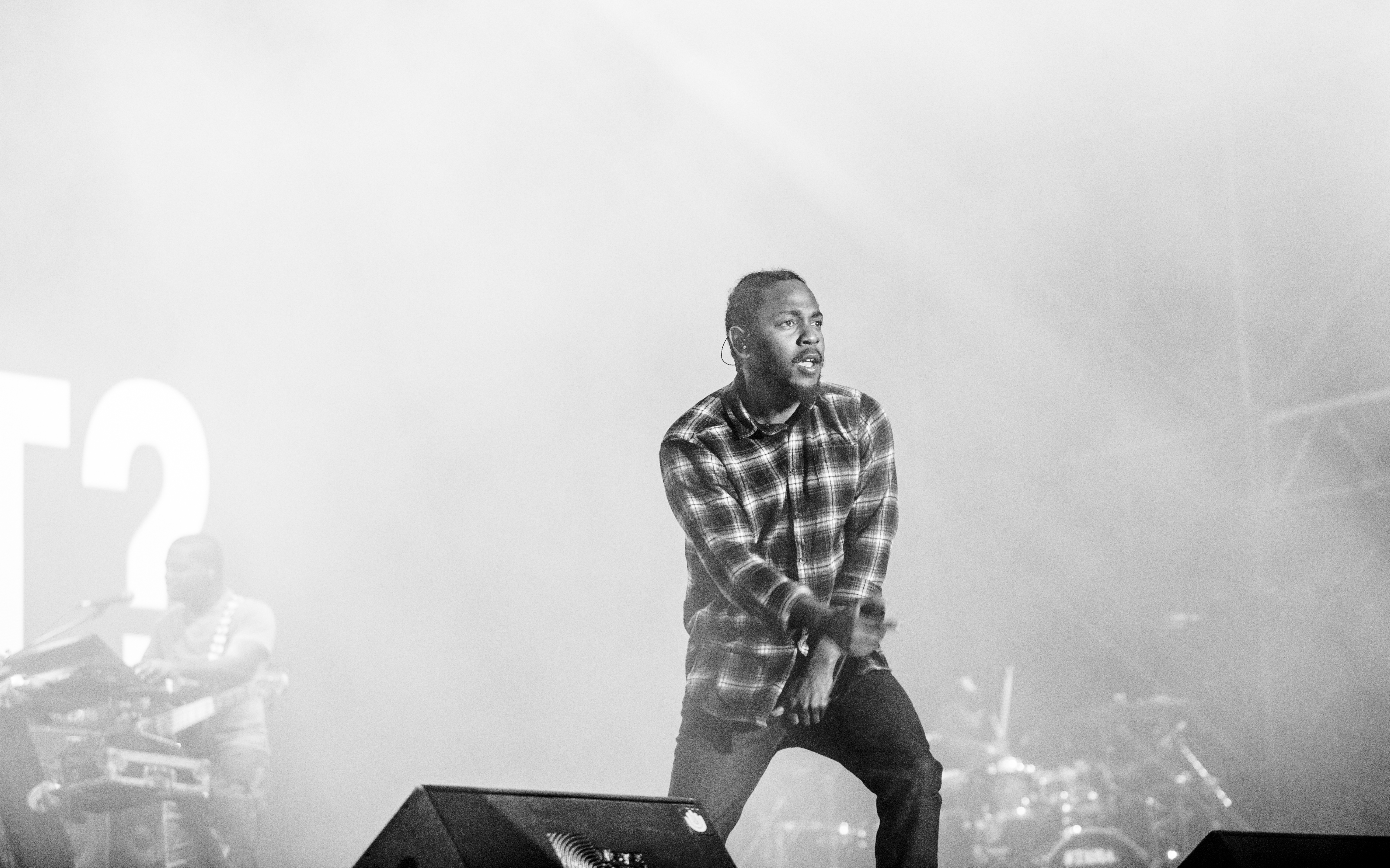
Kendrick Lamar la festivalul FIB din Spania în 2016

Pe 23 septembrie 2014, Lamar a lansat „i”, primul single de pe al treilea album. Pe 15 noiembrie 2014, Lamar a apărut din nou pe scena Saturday Night Live ca oaspete muzical, unde a interpretat „i” și „Pay for It”, alături de Jay Rock. Prin aspect, având lentile de contact negre și împletituri, Lamar a adus un omagiu rapperului din New York, Method Man, al cărui album Tical aniversa 20 de ani de la lansare în acea zi. În decembrie 2014 a fost anunțat un parteneriat dintre Lamar și brandul sport Reebok. Pe 17 decembrie 2014, Lamar a debutat o piesă fără titlu într-un episod al The Colbert Report.
La începutul lui 2015, Lamar a câștigat Cea mai bună interpretare rap și Cea mai bună piesă rap pentru „i”, la ediția cu numărul 57 a Premiilor Grammy. Pe 9 februarie 2015 a lansat cel de-al doilea single de pe noul album, intitulat „The Blacker the Berry”. Planificat pentru lansare pe 23 martie 2015, noul său album, To Pimp a Butterfly, a fost lansat mai devreme cu o săptămână. Albumul a debutat pe primul loc în topul Billboard 200, cu vânzări de 324.000 exemplare în prima săptămână, stabilind și recordul pentru cel mai difuzat cântec al platformei Spotify în prima zi de la lansare (9,6 milioane de ori). Ulterior, Lamar a apărut pe coperta Rolling Stone, editorul Josh Eells scriind că este „incontestabil cel mai talentat rapper al generației sale.”
Pe 17 mai 2015, Lamar a interpretat alături de Taylor Swift în remixul oficial al piesei „Bad Blood”, apărând și în videoclip. Single-ul a ajuns în vârful Billboard Hot 100. To Pimp a Butterfly a mai produs trei single-uri acompaniate de videoclipuri, „King Kunta”, „Alright” și „These Walls”. Videoclipul pentru „Alright” a primit patru nominalizări la MTV Video Music Awards 2015, printre care Cel mai bun videoclip al anului și Cel mai bun videoclip masculin. Au avut videoclip și piesele „For Free? (Interlude)”, repsectiv „u” împreună cu „For Sale (Interlude)” ca parte a scurtmetrajului „God Is Gangsta”. În octombrie 2015, Lamar a anunțat turneul Kunta's Groove Sessions, cu opt concerte în opt orașe. La începutul lui 2016, Kanye West a lansat piesa „No More Parties in L.A.” pe contul său oficial de SoundCloud, o colaborare cu Lamar, produsă de West și Madlib. Lamar a interpretat o piesă nouă, „Untitled 2”, în cadrul The Tonight Show Starring Jimmy Fallon, în ianuarie.
Lamar a câștigat cinci premii Grammy la ediția cu numărul 58, inclusiv Cel mai bun album rap pentru To Pimp a Butterfly. Printre nominalizări s-au numărat și Cel mai bun album al anului și Cea mai bună piesă a anului. La ceremonie, Lamar a interpretat o variațiune a pieselor „The Blacker the Berry” și „Alright”. A fost considerat momentul serii de către Rolling Stone și Billboard, publicația din urmă scriind: „A fost cu ușurință una din cele mai bune interpretări live la TV din istorie”.
Pe 4 martie 2016, Lamar a lansat un album-compilație intitulat untitled unmastered., conținând opt piese fără titlu, datate. Lamar a confirmat ulterior că piesele sunt demo-uri nefinalizate rezultate din înregistrările albumului To Pimp a Butterfly. Albumul a debutat pe primul loc în Billboard 200.

## Artă

### Influențe
Lamar a declarat că Tupac Shakur, The Notorious B.I.G., Jay Z, Nas și Eminem sunt cei cinci rapperi favoriți ai săi. Tupac Shakur este cea mai mare influență a sa, nu doar în ceea ce privește muzica, ci și viața de zi cu zi. Într-un interviu cu Rolling Stone din 2011, Lamar i-a menționat pe Mos Def și Snoop Dogg ca rapperi pe care i-a ascultat și din care s-a inspirat în primii ani. Acesta îl menționează și pe rapperul DMX ca una din influențe: „[DMX] m-a făcut [să încep] cu muzica”, explica Lamar într-un interviu la postul de radio Power 99 din Philadelphia. „Primul lui album [It's Dark and Hell Is Hot] e un clasic, [a avut o influență asupra mea]."
Într-un interviu din septembrie 2012, Lamar a spus că Eminem „mi-a influențat stilul”, și l-a acreditat pentru agresiunea sa, în piese precum „Backseat Freestyle”. Lamar a menționat munca lui Lil Wayne în Hot Boyz o influență pentru stilul său, și i-a lăudat longevitatea. A spus că a crescut ascultând muzica lui Rakim, Dr. Dre și Tha Dogg Pound. În ianuarie 2013, când i-a fost cerut să numească trei rapperi care i-au influențat stilul, Lamar a spus: „E probabil mai mult o influență a coastei de vest. Puțin de Kurupt, Pac, cu niște conținut al lui Cube.” Într-un interviu cu GQ din noiembrie 2013, la întrebarea „cei patru MC care l-au făcut pe Kendrick Lamar?”, acesta a răspuns: Tupac Shakur, Dr. Dre, Snoop Dogg și Mobb Deep, mai exact Prodigy. Lamar a spus că a fost influențat de trompetistul jazz Miles Davis și formația Parliament-Funkadelic în timpul înregistrărilor albumului To Pimp a Butterfly.

### Stil muzical
În privința genului său muzical, Lamar a spus: „Nu prea îmi poți categorisi muzica, e muzică umană.” Proiectele lui Lamar sunt în general albume conceptuale. Criticii găsesc good kid, m.A.A.d city influențat în mare de hip hop-ul coastei de vest și gangsta rap-ul anilor 90. Al treilea album de studio, To Pimp a Butterfly, încorporează elemente de funk, free jazz, soul și poezie rostită.

## Aprecieri
Lamar a câștigat șapte Premii Grammy. A primit un total de șapte nominalizări la ediția cu numărul 56 din 2014, inclusiv Cel mai bun album al anului pentru good kid, m.A.A.d city. La ediția cu numărul 57 din 2015, single-ul „i” i-a adus primele două premii: Cea mai bună piesă rap și Cea mai bună interpretare rap. Lamar a primit a doua nominalizare la categoria albumul anului la ediția a cincizeci și opta a Premiilor Grammy, pentru To Pimp a Butterfly, fiind cel mai nominalizat artist al ceremoniei, cu 11 categorii. Cu această performanță, l-a detronat pe Eminem, devenind rapperul cu cele mai multe nominalizări într-o ediție, situându-se după Michael Jackson, care deține recordul de 12 nominalizări pe ediție încă din 1984. Lamar a fost și cel mai premiat artist la ceremonie, câștigând cinci premii, inclusiv Cel mai bun album rap. În anul 2016, rapperul a apărut pentru prima dată pe lista celor mai influenți 100 de oameni a revistei Time.
Lamar a primit două onoruri civice. Pe 11 mai 2015 a primit premiul Generational Icon Award din partea Senatului statului California. Lamar s-a adresat senatului: „Fiind din orașul Compton și cunoscând parcurile și cartierele în care m-am jucat, întotdeauna m-am gândit cât de bine ar fi să pot da înapoi comunității prin muzica pe care o fac.” Pe 13 februarie 2016, primarul orașului Compton, California, Aja Brown, i-a acordat lui Lamar cheia orașului, pentru „reprezentarea evoluției Comptonului, întruchipând Noua Viziune pentru Compton.”
Debutul său major de studio, good kid, m.A.A.d city, a fost numit unul din cele mai bune 100 albume de debut din toate timpurile de către Rolling Stone. To Pimp a Butterfly a fost clasat de multe publicații ca fiind cel mai bun album al anului 2015. Criticii revistei Billboard spun: „Cu douăzeci de ani în urmă, un album conscious rap nu ar fi penetrat mainstream-ul în felul în care Kendrick Lamar a făcut-o cu To Pimp a Butterfly. Sincronizarea sa este impecabilă. În mijlocul cazurilor de brutalitate a poliției și tensiune rasială din America, el scuipă versuri crude și agresive,” iar editorii Pitchfork Media notează: „I-a forțat pe critici să se gândească profund la muzică. E un album compus de cel mai bun rapper al generației sale.” Producătorul Tony Visconti a spus că albumul Blackstar (2016) al lui David Bowie a fost influențat de munca lui Lamar, „ascultam mult Kendrick Lamar [...] ne plăcea faptul că Kendrick a fost deschis la minte și nu a făcut un simplu album hip-hop. S-a dedicat întru-totul, și exact asta am vrut să facem și noi.”

## Viața personală
În aprilie 2015 s-a logodit cu prietena sa din adolescență Whitney Alford. Unul din verii săi este Nick Young, care joacă în prezent pentru Los Angeles Lakers. Lamar este creștin, iar incipitul albumului good kid, m.A.A.d city include o variațiune a rugăciunii păcătosului.

## Discografie
Albume de studio
- Section.80 (2011)
- good kid, m.A.A.d city (2012)
- To Pimp a Butterfly (2015)
- DAMN. (2017)
- Mr. Morale & The Big Steppers (2022)
- GNX (2024)

Compilații
- untitled unmastered. (2016)